# Хаустор
Хаустор је загребачки новоталасни музички састав, основан 1979, који је постојао до 1990. године.

## Биографија

### 1979—1982.
Корени групе сежу у састав Комуна, коју су ради неформалних свирки 1977. основали Дарко Рундек и Срђан Сахер. Сам Хаустор је створен две године касније, а чинили су га певач и соло-гитариста Рундек, ритам-гитариста Озрен Штиглић и басиста Срђан Сахер. Како су вежбали у просторији Кугла глумишта, коју су делили са саставом Азра, испочетка им је на бубњевима помагао њихов бубњар, Борис Лајнер, а онда им се прикључио први стални бубњар, Зоран Перишић. Поставу су употпунили саксофониста Дамир Прица, зван Капри, и тромбониста Никола Сантро, који је истовремено свирао и у оркестру загребачког ХНК. Рундек је у нову групу унео своја позоришна искуства, а Сахер своје етномузиколошке интересе. Либерална панкерско-новоталасна атмосфера је омогућила истраживање разних поља музике и Хаустор је те могућности максимално искористио. Група се калила по концертима, на којима им се редовно прикључивао Јуриј Новоселић из групе Филм (у њој познат као Кузма Видеосекс), а заузврат је с овима на концертима испочетка наступао Сантро.
Године 1981. снимају први сингл у продукцији Хусеина Хасанефендића, вође Парног ваљка. Ударну страну плоче је заузела песма која се већ вртела по радијским програмима и с којом је све више људи идентификовало састав. Била је то Сахерова Моја прва љубав, на којој је соло на саксофону одсвирао Новоселић. Иако је на својим плећима понела велик део заслуга за дефинитиван пробој Хаустора, та је песма, како је време одмицало, групи постајала својеврстан камен око врата. На Б-страни сингла се нашла исто тако Сахерова песма, Поглед у ББ, која је показала да момци имају слуха и за ангажованије теме. Како је сингл сниман у време кад су се у групи догађале одређене персоналне промене, Перишић је, који је тада напустио састав, свирао само на другој страни плоче, док је на првој као бубњар опет ускочио Лајнер. На једном су наступу у склопу манифестације Поздрав из Загреба украли концерт Прљавом казалишту, којем су били предгрупа. Рундек се у то доба на сцени појављивао као пантомимичар лица обојеног у бело, у плавом радничком комбинезону и уз импровизовану пантомиму.
У групу након тога долазе нови бубњар, Срђан Гулић, који ће с њом остати до самог краја, а звук обогаћује и клавијатуриста Зоран Вулетић (до тада су се клавијатурама спорадично бавили Прица и Сантро). Исте су године снимили и свој први, истоимени албум, опет под Хасанефендићевом продуцентском палицом. Као најава лонг-плеј плоче је изашао сингл са две ствари с ње, Сахеровом песмом Радио и Рундековом Црни жбир. Изворна је концепција албум поделила на прву, углавном Сахерову страну и другу, углавном Рундекову. Али једна од пјесама, Радничка класа одлази у рај, је запела за око властима који су већ и сам наслов држали исувише провокативним да би могла проћи. И тако је прву страну плоче, уместо предвиђене, затворила Моја прва љубав, за ту прилику скинута с првог сингла групе. Неки критичари су сматрали да је једини озбиљни недостатак плоче уврштавање по њиховом суду не баш најбоље верзије песме Духови, која је на концертима показала многа своја лица. Група је у својој музици измешала утицаје који су дошли с панком и новим таласом, карипске утицаје (посебно оне с Јамајке), те биг-бендовску структуру деоница за дувачке инструменте. Понудили су свеж звук који се разликовао од онога што је нудио остатак тадашње загребачке, хрватске и југословенске рок сцене.
Исте је године Загребачки музички бијенале одлучило уприличити две рок вечери у загребачком Дому спортова. На једној су од њих Хаустор заједно с београдским саставом Шарло акробата свирали као предгрупа британској групи Генг оф Фоур.
Крајем године је Хаустор, овај пут у продукцији Станка Јузбашића, снимио једну од својих најбољих плоча, сингл Мајмуни и мјесец / Зима / Капри. У међувремену је из групе отишао Вулетић, што јој је уз новог продуцента дало чвршћи звук. Плоча је незаслужено прошла незапажено, јер је није следио албум, већ привремени престанак деловања састава ради одласка његових чланова на одслужење војног рока. И данас се спекулише о томе јесу ли тада биле снимљене још неке њихове песме, могуће за други албум групе, а поводом разних годишњица чланови састава су најављивали излазак мини-ЛП или макси-сингл плоче с необјављеним материјалима састава, али иза таквих је обећања следило ћутање.

### 1983—1990.
Да је Хаустор у том тренутку имао песама за ЛП, доказује снимак с њиховог опроштајног концерта. Пре одласка у војску су се момци одлучили (привремено) опростити од публике концертом 6. јануара 1982. у легендарном Кулушићу. Наступ је био конципиран као сећање на концерт који је група извела пре 100 година, а којег се, ево, сада, 2082. присећамо уз јединог преживелог учесника првобитног концерта, самог Рундека. Уз састав који је снимио последњи сингл, наступили су и верни Новоселић, те сам продуцент Јузбашић на удараљкама. Концерт је снимљен, а тај снимак су, наводно без икаквих дотеривања, 1995. објавили Блајнд Дог Рекордс и Далас под насловом Уље је на води (стих из песме Моја прва љубав). На том снимку се чује осам песама (њихов стандардни инструментални увод у сваки концерт до тог доба Пали и вуци, Подне, Цијели свијет је болестан, Кад ми пукне филм, Рундекова а капела Да је с чистег вина морје, Радничка класа одлази у рај, Све знам, те Не-обичан дан, која ће ускрснути на идућем албуму групе) које до тог доба нису снимљене нити објављене. Уз вероватно другачију верзију песме Духови (који су лако могли постати Хаусторовом Цикламом) и ствари са трећег сингла, сасвим довољно материјала за испуњавање две стране лонг-плеј плоче.
Но било како било, чланови групе су отишли у војску, а Хаустор је мировао годину дана. Но кад се вратио, више није био исти. Озрен Штиглић је у међувремену напустио састав, тада су се за то износили „здравствени разлози”, а заменио га је Зоран Зајец. Но тим је одласком Хаустор подоста изгубио, јер је у комбинацији Штиглић–Рундек први свирао ритамску, а други, повремено солистичку гитару. Сада је Рундек преузео ритамске деонице, а Зајец солистичке. И док се самом Зајецу као соло-гитаристу стварно нема што замерити, Рундек је дефинитивно инфериоран Штиглићу, једном од бољих ритам-гитариста, и то не само у Хрватској или тадашњој Југославији. У међувремену је и Сантро нестао (али он само привремено), а постава је Рундек–Прица–Зајец–Сахер–Гулић 1984. снимила други студијски албум групе, Трећи свијет. Плоча је снимана у студију и продукцији Жељка Бродарића. Све су песме заједнички потписали Рундек и Сахер. Анализа каснијих каријера њих двојице открива да су дужности поделили прилично стереотипно – Рундек је писао стихове, а Сахер музику. Хаустор је зато песнички скренуо у оно што је неки духовити критичар назвао Корто Малтезе-роком, из које се колотечине Рундек неће тако брзо извући. Музички гледано, Трећи свијет је био први домаћи ауторски реге-албум. Реге овде не треба схватити као скидање јамајчанских узора, већ као адаптацију тамошњих музичких достигнућа у домаћим оквирима. На албуму се коначно нашла и, овде прилично непримерена Радничка класа одлази у рај, а најбоље су песме оне на којима гостује тадашњи вођа састава Аулу, Роберт Ловрић, свирајући сику и кени (односно зампони и квику, како пише на омоту), Скривен иза лажних имена и насловна Трећи свијет. Групи су се на сценским наступима придружили Ловрић и Лајнер.
Но након овог албума је дошло до првих озбиљних потреса у групи. Рундек је држао да Трећи свијет већим делом Сахерово ауторско дело и сматрао је да сада и он има право на плочу на којој би доминирао. Но Сахер се с тиме није сложио, већ је хтео наставити даље по истој формули. Ауторски се двојац разишао и Сахер је напустио групу. У својој потрази за јужноамеричким извором регеа, прво се придружио групи Аулу, која је неговала музички израз потомака Инка, затим се с Гулићем (који је остао у чланом Хаустора и паралелно сарађивао са Сахером) и кантаутором Небојшом Стијачићем удружио у скупину Бројани, а затим је иста ритам-секција уз Новоселића основали минималистичку хардкор-џез групу Ди-ДиМелоу, да би се на крају Сахер с Леинером и Максом Вилсоном скрасио у групи Вјештице. Издао је и књигу поезије, Cargo Cult. Сам Рундек је пак кренуо у својеврсну потрагу за изгубљеним Хаустором.
Идући су албум Хаустора, Болеро, снимљен 1985, као чланови групе потписали само Рундек, Зајец и Прица, но међу гостима се спомињу и Гулић, и Сантро, и Новоселић, али и трубач Игор Павлица, који ће дуже време сарађивати с Рундеком. Рундек је поетику с претходног албума проширио и понудио неке од песама које ће се касније наћи у изборима за најбољу југословенску рок песму свих времена, као што су Шејн и Ена, које ће се наћи на другом, односно једанаестом месту у избору Б92 100 најбољих домаћих песама из 2006, док се Шал од свиле нашао на осмом месту листе најбољих југословенских рок балада по избору портала Балканрок.
Две године касније издан је последњи албум Хаустора. Рундек је на себе преузео и продукцију и дизајн омота. Као чланови групе су наведени Рундек, Зајец, Гулић, Прица, Сантро, Павлица, те синтесајзерист Јулије Рељић и басист Марино Пелајић (док је свирао у Филму називао се Удо Баракудо). Као гости су ту Новоселић и Ловрић, али и Сахер на четири песме. Песму Скидај се смислила је и извела група Хипно. Иза тог се имена крио састав Рејн Догс, паралелни пројект Зајеца, који је овај водио с гитаристом и коаутором материјала Антом Перковићем. Наводно је на издању на касети једна песма другачије миксована него на винилу.
Хаустор је 1990. снимио неколико песама за свој идући албум, али група се једноставно распршила. Сам је Рундек с породицом отишао живети у Париз. Повремено је наступао као басиста рок групе Кул-де-са. Хаустор се окупио још два пута како би наступио у загребачком Дому спортова, простору који у време врхунца своје каријере ни у сну не би могли попунити. Први пут је то било поводом десете годишњице постојања, кад су дали целовит пресек своје каријере. На позорници су се хронолошки измењивале поставе групе, свака од њих изводећи свој део материјала састава. Други је пут то било 1996, кад су на истом месту наступили Рундек, Зајец, Сахер, Прица, Сантро, Павлица уз клавијатуриста и хорниста. Штиглић је наступио тек као гост, а остали су гости били Ловрић, Лајнер, Малс Вилсон и Јуријев брат Сергеј Новоселић на виолини.
Први је албум реиздан на ЦД формату, уз додатак песама са свих синглова групе, а на ЦД-у је издана и компилација из целе каријере групе.

## Дискографија
- Моја прва љубав / Поглед у ББ (СП, Југотон 1981)
- Радио / Црни жбир (СП, Југотон 1981)
- Хаустор (ЛП, Југотон 1981)
- Мајмуни и мјесец / Зима / Капри (СП, Југотон 1981)
- Трећи свијет (ЛП, Југотон 1984)
- Болеро (ЛП, Југотон 1985)
- Тајни град (ЛП, Југотон 1988)
- Тајни град (МК, Југотон 1988)
- 1981, 84, 85, 88 (ЦД компилација, Кроација Рекордс – Силвер Ред Мјузик Груп, 1995)
- Уље је на води (ЦД, снимак опроштајног концерта пре одласка у војску 6. И. 1982, Блајнд Дог Рекордс - Далас ЦД 124, 1995)
- Хаустор (ЦД реиздање првог албума и сва три сингла, Кроација Рекордс - Перфект Маск, ЦД-Д-К 5096122, 1997)